# Gora Lysaja
Gora Lysaja (englische Transkription von russisch Гора Лысая Gora Lyssaja, deutsch ‚Kahler Berg‘) ist ein Nunatak im ostantarktischen Mac-Robertson-Land. Er gehört zu den Gory Dmitrija Solov’ëva und ragt unmittelbar nordwestlich des Mount Maguire im südlichen Teil des Lambert-Gletschers auf.
Russische Wissenschaftler benannten ihn deskriptiv.